# Virginie Nguyen Hoang
Virginie Nguyen Hoang (24. března 1987, Uccle) je belgická fotoreportérka.

## Životopis
Její fotografie jsou distribuovány v agenturách AFP , Associated Press a od roku 2011 v rámci platformy spolupráce Studio Hans Lucas. Na základě svědectví a vyšetřování pracuje jako fotografka na aktuálních událostech nebo v oblastech napětí (západní Afrika, Evropa, Střední východ, Evropa). Současně se věnuje společenské práci v oblasti rodiny a přistěhovalectví a spolupracuje s několika redakcemi jako jsou například Elle, Liberation, Le Monde, New York Times, The Times, Le Parisien nebo VSD.

## Ceny a ocenění
- 2012, získala cenu Nikon Press Award Benelux v kategorii Mladý nadějný fotograf – příběhy se svým námětem o Romech v Bruselu.[4]
- 2014, zvláštní uznání na Prix Roger-Pic de la Scam s cyklem Gaza, the aftermath.[5].
- 2016, Prix Bayeux-Calvados des correspondants de guerre v kategorii „Mladý reportér“ po boku Dastane Altaira[6][7][8][9]
- 2016, získala stipendium Vocatio v Belgii.
- 2016, 3. místo v soutěži MIFA v kategorii redakční foto-esej z Gazy.
- 2017, Série Gaza, the aftermath obdržela čestné uznání v soutěži Siena International Photography Awards.
- 2018, Laureátka ceny Ani-Pixtrakk za sérii Gaza, the aftermath.
- 2018, druhé místo v kategorii Lidé, Tokyo International Foto Award za fotografickou sérii z Gazy.

## Výstavy
- 2010: Les Roms au-delà de la stigmatisation, ERGO network office, Bruxelles.
- 2011: Les Roms debouts, Bois du Cazier, Charleroi.
- 2011: Sweet Home, Parlement Bruxellois, Brussels 2011, Les Roms debouts, Bois du Cazier, Charleroi.
- 2012: Exposition du collectif HUMA, Appart gallery, Brusel[10]
- 2014: Le Caire: les oubliés de la révolution, IHECS, Brusel.
- 2015: Gaza, the aftermath, Zoom photofestival, Chicoutimi, Saguenay Canada[11]
- 2016: Gaza, the aftermath, Prix Bayeux-Calvados des correspondants de guerre, MAHB Museum[12]
- 2017: L'arc-en-ciel de Gaza, Saison photographique de l'Abbaye de l'Epau „, Yvré-Lévêques.[13]
- 2017: Je Suis Humain, La fonderie, exposition collective du Collectif HUMA.
- 2018: Virginie Nguyen Hoang, Art Studio Galery, Liège.
- 2021: Sur le front syrien, Véronique de Viguerie a Virginie Nguyen Hoang, Musée de la Résistance, Combattant, Montauban[14]

## Publikace
- Gaza, the aftermath, CDP éditions, 2016[15]
- Spécial, auto éditions Special Olympics Belgium et Huma, 2015.
- Wars Is Bitch, émissions l'Autre JT, France24[16]